# Ipjang-myeon
Ipjang-myeon (koreanska: 입장면)  är en socken i stadskommunen Cheonan i provinsen Södra Chungcheong, i den centrala delen av landet, 75 km söder om huvudstaden Seoul. Den ligger i stadsdistriktet Seobuk-gu.